# KHON-TV
KHON-TV（仮想チャンネル2・VHFデジタルチャンネル8）は、アメリカ・ハワイ州ホノルルに認可され、ハワイ諸島にサービスを提供しているFOX・CW共同系列のテレビ局。テキサス州アービングに本拠地を置くネクスター・メディア・グループが所有しており、マイネットワークTV系列局のKHII-TV（チャンネル9）との複占の一部である。両局はホノルルのダウンタウンにあるハワイキタワーのスタジオを共有しているが、KHON-TVのメイン送信所もダウンタウンのセンチュリーセンターコンドミニアム・ビジネス複合施設にある。

## 歴史

### NBC系列局として
1952年12月15日に、NBCの主要系列局であるKONAとして、チャンネル11の位置を占める最初の開局をした。また、1955年に消滅するまで、デュモン・テレビジョン・ネットワーク（1954年に開局した後、KULA-TV、現在はKITVと共有）との二次的な提携もあった。ハワイで2番目に古いテレビ局（KGMBに次ぐ、元々はチャンネル9、現：チャンネル5）で、もともとハーバート・リチャーズ（Herbert Richards）が所有していた。2年後の1954年、ホノルル・アドバタイザーが買収した。1955年10月16日、当時最も強力な実効輻射電力を備えていたVHF位置が低い（2から6）ため、KONAはチャンネルを11から2に変更した。チャンネル11の周波数は、PBSメンバー局のKHETに属している。1956年、KONAはコンバインド・コミュニケーションズ（Combined Communications）の前身であるパシフィック・アンド・サザン・ブロードキャスティング（Pacific and Southern Broadcasting）に売却された。KALAは1958年に開局し、KALUは1961年に続いた。1965年に、3局全てのコールサインが変更され、KONAはKHON-TVに、KALAはKHAW-TVに、KALUはKAII-TVにそれぞれ変わった。1973年、パシフィック・アンド・サザン・ブロードキャスティングはKHON-TVを同社社長のアーサー・H・マッコイ（Arthur H. McCoy）にスピンオフすることを決定した。この動きは、パシフィック・アンド・サザンがコンバインド・コミュニケーションズに統合できるようにするために行われた（コンバインド・コミュニケーションズ自体は6年後にガネット・カンパニーと統合される）。それらの間で、両会社は時間の所有権制限を超えた1つの放送局だった。
1979年、KHON-TVとマウイのKAII-TVは、コウルズ・コミュニケーションズの子会社であるウエスタン＝サン・ブロードキャスティング（Western-Sun Broadcasting）に売却され、ヒロにあるサテライト局のKHAW-TVはシンプソン・コミュニケーションズに売却されたが、カウルズ/ウエスタン＝サンにリースバックされた。1985年、KHON-TVとKAII-TVは、カウルズ家による殆どのメディア資産の清算の一環として、バーナム・ブロードキャスティング（Burnham Broadcasting）に売却され、バーナムは翌年、KHAWを完全買収し、再統合した。

### FOX系列局として
1994年3月、フォックス放送（当時はニューズ・コーポレーションの一部門）は、少数派が所有する通信会社のサボイ・ピクチャーズと提携して、SFブロードキャスティングというテレビ局所有グループを結成した。1994年8月25日、同社はKHON、ニューオーリンズのWVUE-TV、アラバマ州モービルのWALA-TVを2億2,900万ドルで買収し、ウィスコンシン州グリーンベイにある姉妹局のWLUK-TVは、1ヶ月前に別の3,800万ドルの取引で同社に売却されたが、NBCが提出した連邦通信委員会（FCC）の請願により、この取引はアメリカ国内の放送局に対する外国投資の制限に違反しているとの申し立てがあった（カリフォルニア州ベーカーズフィールドにある5番目のバーナム所有局のKBAK-TVは、SF契約から除外され、代わりに、バーナムの元幹部数名によって設立された新しい会社であるウエストウィンド・コミュニケーションズ（Westwind Communications）にスピンオフされた）。契約の一環として、4つの放送局全て（KHONを含む3つのNBC系列局と1つのABC系列局）がそれぞれのネットワークから切り離され、FOX系列局となる。FOXはベンチャーの議決権付き株式を管理する予定だったが、1995年に売却が終了する前に、FOXは会社に議決権付き株式を持たないことを選択したものの、SFに引き続き関心を持っていると判断された。サボイ・ピクチャーズは、4つの放送局の日常業務を管理していた。
1996年1月1日、KHON-TVは所属をFOXに切り替え（そして放送中のブランドを「Fox 2」に変更した）、NBC系列は元FOX系列のKHNL（チャンネル13）に移動した。過去18か月の間にネットワークに参加したニュー・ワールド・コミュニケーションズが所有するFOX系列局とは異なり、KHON-TVは平日（FOXが2001年12月に平日ブロックを終了するまで、平日は13:00から16:00まで放送され、その後、2001年秋に10:00から正午に移動されるまで、14:00から16:00まで放送された）と土曜日朝にFox Kids番組を放送した（2008年11月、4キッズエンタテインメントがFOXの子供向けブロックの番組を終了し、ネットワークが子供向け番組を完全終了するまで）。また、系列局の切り替えにより、ニュース番組の視聴率が上がるのを見て、平日にローカルニュース番組を拡大した。現在、全国のFOX系列局の中で最も視聴率の高いローカルニュース番組を持っているという特徴があり、マイアミにあるネットワーク系列局のWSVNもこの主張をしているが、「アメリカでNo.1のFOX系列局（America's No. 1 Fox affiliate）」と宣言している。どちらの局も、ロゴやブランドでFOXについて言及しておらず、KHON-TVが2004年に「KHON 2」にリブランドされた際、まだ系列局であった間に、ネットワークのブランド標準化を捨てた最初のFOX加盟局となった。ブランディングでネットワーク参照を省略している数少ないFOX系列局の1つである。
1995年11月28日、シルバー・キング・コミュニケーションズ（Silver King Communications、元FOXエグゼクティブのバリー・ディラーが運営）は、サボイ・ピクチャーズを買収すると発表した結果、サボイ・ピクチャーズとFOXはパートナーシップを終了し、KHON-TVを含むSF加盟局をUSAネットワークス部門のシルバー・キング・ブロードキャスティング（Silver King Broadcasting）に売却した。後にUSAブロードキャスティングとして知られるようになったシルバー・キングは、同じくUSAネットワークスが所有していたホーム・ショッピング・ネットワークと提携しているアメリカ本土のいくつかの放送局を所有していた。KHON-TV及びその他のSF所有局の売却は、1996年3月に承認・確定され、その他の資産は同年11月に同社に統合された。
1999年、アウアヒ・ストリートの長年のスタジオから移転し、ピイコイ・ストリートの現在のスタジオに移転した。また、同年4月1日に、アメリカ合衆国は、かつてのHSN系列の独立放送局 (北アメリカ)に集中するために、主要なネットワーク系列局の売却の一環として、4つの FOX加盟局すべてをインディアナポリスに本拠を置くエミス・コミュニケーションズに3億700万ドルの現金と株式で売却した。
1年後の2000年、エミスはCBS系列のKGMBを買収し、ハワイで最も古い2つのテレビ局を事実上共有したが、殆どの複占の共通の運用構造とは異なり、両局は別々の運用を維持していた。エミスは、FCC複占規則により、同じ市場で最も視聴率の高い4つの放送局のうち2つが1つの会社によって所有されることが禁止されているため、KGMBを取得するための株式持ち合いの免除を受けた。
2002年9月から2004年10月まで、KGMBと共有する二次提携を通じて厳選されたUPN番組を実施し、各局は、他の放送局が放送しなかった同ネットワークからの番組を放送した。2局は、KFVE（1995年1月の開局以来、UPNに所属していた）がネットワークから切り離されてThe WBのフルタイムのアフィリエイトになった後、2002年9月にUPN番組の放送を開始しました（同番組は1998年12月から二次的な容量でKFVEで放映された）。日本の番組を専門とする独立局であるKIKUは、2004年11月にUPNの二次系列局となり、2006年9月に閉局されるまでネットワークを維持していた。

#### モンテシトへの売却
2005年5月15日、エミス・コミュニケーションズは、ラジオ局のポートフォリオに集中するために、16のテレビ局を売却すると発表した。同年9月15日、エミスはKHON-TVとオレゴン州ポートランドのCBS系列のKOIN、カンザス州ウィチタのNBC系列のKSNW、同州トピカのKSNTを2億5,900万ドルでモンテシト・ブロードキャスト・グループ（旧SJLブロードキャスト・マネジメント（SJL Broadcast Management））に売却し、2006年1月27日に完了した。この買収により、エミスがKHON-TVとKGMBを免除されて所有していたため、複占で運営されていた2つの放送局が完全に分離されたという稀な事例の1つが発生した。
モンテシトは、KHON-TVの111人の従業員のうち35人を自動化に置き換えることを計画した。従業員は、2006年1月12日、ゼネラルマネージャーのリック・ブランジャルディが、売却が完了したら辞任する意向をスタッフに通知した際に、この計画を最初に知った。同日午後の社員会議で、SJLは、2か月の間に2段階で行われるレイオフを発表した。アンカーのジョー・ムーア (テレビジャーナリスト)は、同日夜18:00のニュースの終わりに計画を発表し、変更が視聴者にサービスを提供する局の能力に影響を与えることへの懸念を表明した。モンテシトは1月15日に返答し、リポーターやアンカーが影響を受けることはなく、18:00のニュースは視聴者の観点から殆ど変わらないことを国民に保証した。
KHON-TVの買収は同年1月26日に終了する予定だったが、モンテシトは事務処理の混乱により、完了することができなかった。その結果、エミスは、少なくとも3月31日まで、売却の結果として解雇される従業員はいないこと、及びエミスは影響を受ける従業員に追加の給付金を支払うことを発表した。ムーアは、エミスが所有する最後のニュース放送である18:00のニュースの最後の数分間を使用して、ブランジャルディ（元姉妹局であるKGMBの管理を続けていた）に別れを告げ、モンテシトを批判した。他の告発の中で、彼はレイオフが「既に痩せた労働力の虐殺」に等しいと主張し、モンテシトが物理的なオフィスの無い「仮想企業」であると非難した。モンテシトの最高執行責任者であるサンディ・ベントンは、「昨夜言われたことは真実ではなかった」と言って、告発に異議を唱えた。
買収以来、KHON-TVの新しいゼネラルマネージャーであるジョー・マクナマラは、解雇の範囲を変更し、解雇する人数の代わりに、給与目標が与えられた。9人のマネージャーのうち8人が3日間で辞任し、それぞれがモンテシトの従業員の解雇の決定を支持できないと述べた（チーフエンジニアのみが残った）。ブランジャルディを含む関係する管理者は、大規模な脱出が計画されていることを否定した。モンテシトは自動化計画を引き続き支持し、管理の結果として、参入した市場の殆どでニールセン視聴率が上昇したことを指摘した。
2006年6月28日、ムーアはモンテシトの自動化計画で別の放送中の掘り出し物を取っているように見えた。2週間、ニュース放送中に顕著なエコーが聞こえた可能性がある。同日22:00のニュースの開始時に、ムーアは立ち止まり、問題を解決できるかどうか技術スタッフに尋ねた。目に見えてうんざりしているムーアは、新しい自動化システムを非難し、「コマーシャルに入ります。私はこのがらくたにうんざりしているので、これをまっすぐにするつもりです。」と言った。CMが明けた時に、問題は修正され、ムーアは通常どおり再開した。売却の結果、KHON-TVを離れることを検討していると噂されていたムーアは、チーフアンカーとして残ることにした。2月6日にスタッフに送信されたメールで、ムーアは「尊敬していない所有者のためにどうすれば働くことができますか?多くの検討の結果、私はこの結論に達しました...所有者はKHON-2ではありません。私たちここで働くのはKHON-2です。私は『所有者のために』働いていません。『視聴者のために』そして『仲間の従業員と一緒に』私は深く尊敬しています。所有者に私をKHON-2から追い出させないことに決めました。」と書いている。

#### ニュー・ビジョン・テレビジョン、次にLINメディアへの売却
2007年7月24日、モンテシトは、全ての放送局（KHON-TV、オレゴン州ポートランドのKOIN、カンザス州ウィチタのKSNWとそのサテライト局、同州トピカのKSNT）をニュー・ビジョン・テレビジョンに売却することを発表した。同年11月1日、ニュー・ビジョンが正式に所有権を引き継いだ。
2012年5月7日、LINメディアは、ニュー・ビジョン・ステーションを3億3,040万ドルで買収し、1,200万ドルの債務を引き受けることを発表した。FCCは同年10月2日にLINへの売却を承認し、グループ契約は10日後の10月12日に完了し、KHON-TVとそのオレゴン州及びカンザス州の姉妹局を、7年前にLINが買収したWALA-TV、WLUK-TV、ニューメキシコ州アルバカーキのKRQEなど、かつてのエミス所有の放送局と再統合した。

#### メディア・ゼネラル、次にネクスターへの売却

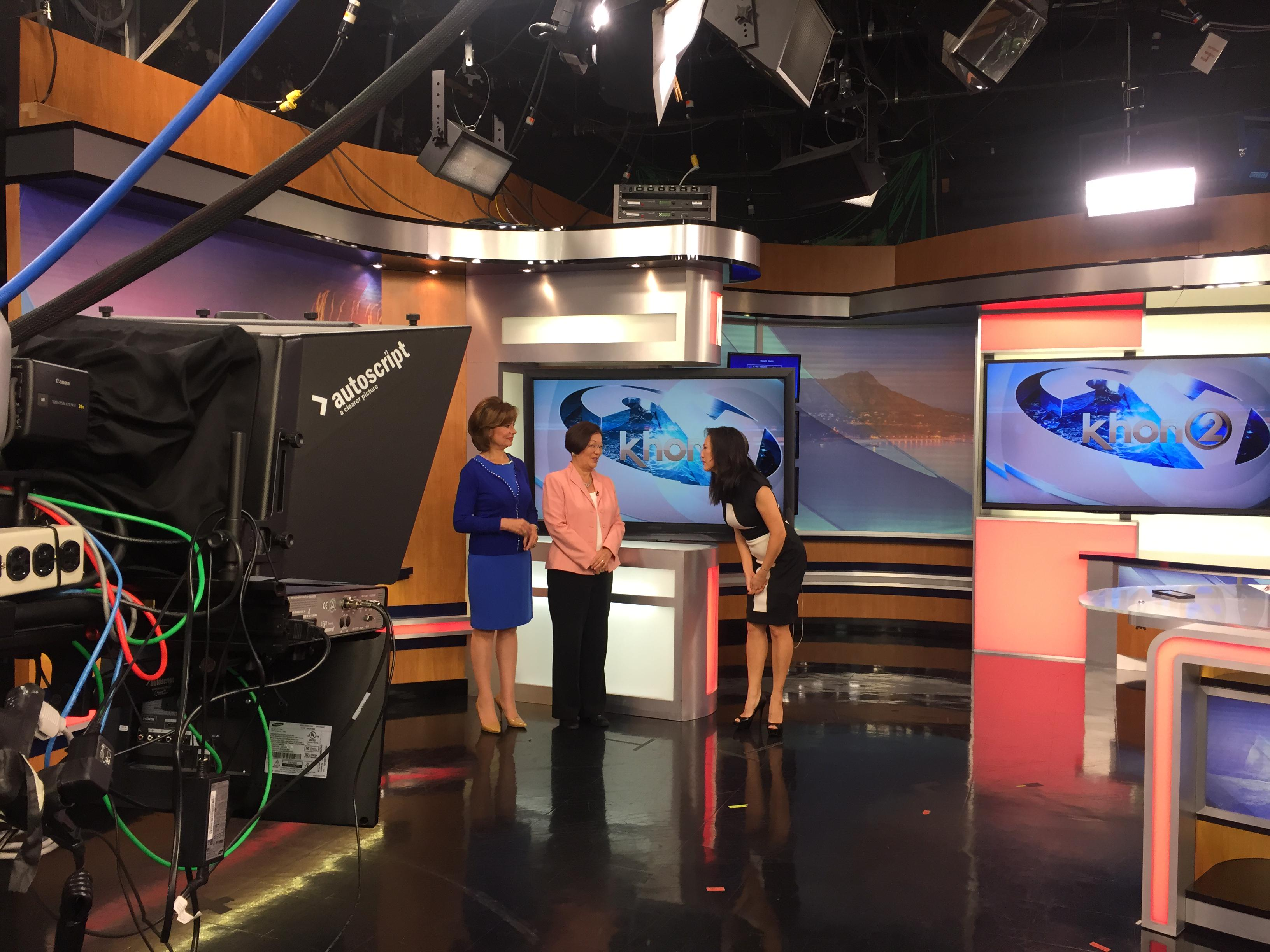
2015年に撮影されたKHON-TVでのメイジー・ヒロノ上院議員

2014年3月21日、メディア・ゼネラルは、16億ドルの合併でLINメディアとKHON-TVを含む放送局を買収すると発表した。合併は同年12月19日に完了した。KHON-TVは、メディア・ゼネラルが保持したSFブロードキャスティング契約の影響を受けた唯一のLIN所有のFOX系列局で、WALA-TVとWLUK-TVは、モビール及びグリーンベイ市場の既存のメディア・ゼネラル所有局との所有権の競合を解決するために、それぞれメレディス・コーポレーションとシンクレア・ブロードキャスト・グループに売却された（そのため、以前のバーナム/SF所有局はいずれも共有されておらず、WVUEは、かつては2007年にルイジアナ・メディア・カンパニー（Louisiana Media Company）に売却されていたが、その後、同局の運営を、KGMB・KHNLも所有する現在のグレイ・テレビジョンに移管した）。
2016年1月27日、ネクスター・ブロードキャスティング・グループは、メディア・ゼネラルとKHON-TVを含む放送局を買収することに合意し、2017年1月17日に売却が完了し、ネクスターがハワイに初めて参入したことを発表した。

## KHON-DT2（Hawaii's CW）
KHON-DT2（「Hawaii's CW」として放送上でブランド化）は、KHON-TVのThe CW系列の2番目のデジタルサブチャンネルであり、VHFチャンネル8.2（またはPSIP経由の仮想チャンネル2.2）で720pの高解像度で放送される。

### 歴史
2006年10月23日、KHON-TVは、2番目のデジタルサブチャンネルで伝送されているThe CWのホノルル系列局として発表された。2006年3月以降（ネットワークの開局が発表されてから2ヶ月後）、The CWは、市場の当時のThe WB系列局であるKFVEがThe CWに参加する可能性が最も高い候補と見なされ、競合するネットワークのマイネットワークTVと署名し、元UPN系列局のKIKU （午後にネットワークの番組を放映した）がThe CW系列局を拒否した後、ホノルルで系列局を見つけるのに苦労した。
同ネットワークは、同年10月24日・25日にKHON-TVのメインチャンネルで初放送され、10月30日にデジタルチャンネル2.2に移行する前に、通常のThe CWスケジュールが放送され、これは、ホノルル時間の14:00にFOXのワールドシリーズの試合が生放送され、プライムタイムが解放されたために可能になった。2006年12月11日、オセアニック・タイム・ワーナー・ケーブルは、デジタルケーブルチャンネル93でKHON-TVのThe CWサブチャンネルの提供を開始し、2011年秋まで、サブチャンネルはブランド内でケーブルチャンネルの位置を使用していた。
KHON-DT2は現在、昼間と土曜日朝のブロックを含むThe CWのスケジュール全体をクリアしている。しかし、サブチャンネルは、The CWの日曜日夜のラインナップを1時間オフスケジュールで放送し、17:00〜22:00まで、日曜日のラインナップが削除され、2009年9月に同系列に時間が与えられた。サブチャンネルのシンジケート番組には、『ティル・デス』、『ジェリー・スプリンガー・ショー』、『モーリー (トーク番組)』、いくつかのKHON-TV番組の再放送が含まれる。サブチャンネルは、ディレクTV及びディッシュ・ネットワークでもローカルに利用でき、サブチャンネルのブランドの「93」は、これらのプロバイダーでチャネル番号が異なるため、この理由で削除され、後にKHON-TVによって、オセアニック・タイム・ワーナーとハワイアン・テレコム（Hawaiian Telcom）（ケーブルチャネル3）の両方で全面的に削除され、同じ理由で「Hawaii's CW」のみが使用された。2007年8月20日、シンジケートされた朝の全国ニュース番組『ザ・デイリー・バズ』の放送を開始した。ホノルル市場の同番組のかつての本拠地であるKGMBは、同年9月17日に開始された『サンライズ・オン・KGMB9（Sunrise on KGMB9）』というタイトルの朝のローカルニュースを支持して、3日前の同年8月17日に終了した。同番組の最初の2時間しか放送されなかったKGMBとは異なり、「Hawaii's CW」は、平日5:00〜8:00までの3時間全てを放送した。2015年4月中旬にディストリビューターが『ザ・デイリー・バズ』を突然打ち切ると、同チャンネルはKHON-TVの朝のニュースの同時放送に完全に切り替わった。
ちなみに、KHON-TVは、2002年から2004年まで、The CWの前身ネットワークの1つであるUPNの二次系列で、当時は二次系列がより一般的であり、デジタルサブチャンネルの出現は今日ほど普及していなかった。「Hawaii's CW」には独自のウェブサイトはなく、KHON-TVのウェブサイトでのサブチャンネルの唯一の言及は、KHON-TVの番組スケジュールとThe CWのウェブサイトへのリンクにある。

## ニュース運用
KHON-TVは現在、毎週37時間のローカル制作のニュース番組を放送している（平日は7時間、土曜日と日曜日は1時間）。FOXに切り替えた際、KHON-TVはNBC系列局として提供したものと同様のニューススケジュールを維持していた。その結果、ゴールデンタイムのニュースを放送しなかった唯一のニュース制作FOX系列局、つまり、ローカルニュース番組を放送した唯一のFOX加盟局となった。ハワイのローカル局は、アメリカ本土の中部、山岳部、アラスカのタイムゾーンにある同ネットワーク系列の放送局と同じプライムタイムのスケジュールを使用している。これらのタイムゾーンの殆どのFOX加盟局は、通常、21:00に夜間ニュースを放送するが、代わりにKHON-TVは22:00に夜間ニュースを放送し、KFVEとだけ競合するのではなく、KITV、KGMB、KHNLと競合する（21:00のニュース は、KFVEの姉妹局であるKGMBとKHNLも参加する『ハワイ・ニュース・ナウ』合同運用によって制作されている）。2014年9月8日、最初の平日21:00から30分間のニュースを開始した。KHON-TVがNBC系列局であったため、プライムタイムにニュース番組を放送したのはこれが初めてで、『Eyewitness News』は、1972年から1980年までのNBCスケジュールの遅れに対応するため、21:30に夜間ニュース放送を開始した。22:00のニュースは、同じ時間帯に継続される。
KHON-TVのニュース番組は、ほぼ40年間、ハワイで最も高い評価を受けている。同局のニュース運営は非常に尊敬されているため、1996年から2004年にかけて「Fox 2」と名付けられたとしても、ニュース番組のタイトルは『Fox 2 News』ではなく『Channel 2 News』（1980年代初頭から使用されていた名前）だった。また、この理由から、夜間のニュース番組は、他のFOX加盟局のように『The Ten O'Clock News』というタイトルではなかった。
1979年にKGMBスポーツアンカーのジョー・ムーア (テレビジャーナリスト)がリードアンカーになるように誘惑して以来、KHON-TVの優位性は特に顕著である。「ハワイで最も視聴されているテレビニュースキャスター」と呼ばれるムーアは、今でも放送局の主要なアンカーとなっている。18:00と22:00のメインニュースキャスターでの任務に加えて、彼はCNNとFOXニュースからの世界と全米のニュースリポートのまとめである『Hawaii's World Report at 5:30』のアンカーも務めている。ムーアはしばしば論争の的となっているが、州内での彼の人気は通常、彼を拘束しようとする試みを妨げている。
2012年の時点で、高解像度または16:9の拡張解像度ワイドスクリーンローカルニュース番組（KITV（チャンネル4）は、同年にニュース番組をワイドスクリーンにアップグレードした）、及びローカル番組を高解像度またはワイドスクリーンでまだ放送していない2つのLINメディアテレビプロパティの1つにまだアップグレードしていなかったハワイで唯一の主要なアメリカ国内のネットワーク系列テレビ局だった（もう1つはWLFI-TV）。2012年3月23日、KHONの社長兼ゼネラルマネージャーのジョー・マクナマラは、ニュー・ビジョン・テレビジョンのプレスリリースで、「今後数ヶ月以内に、カメラ、照明、ニュースルームシステムの最新のHDアップグレードにより、（KHON）スタジオ内で追加の変更が行われ、放送中の外観が大幅に向上する」と述べた。2013年10月11日、新しいセットと新しいロゴを備えた高解像度でニュース番組を放送した最後のLIN所有局となった。デビューは17:00のニュースの間に行われた。アップグレードには、新しいロゴと更新されたニュース音楽が含まれていた。元々、E・W・スクリップス・カンパニーが所有する放送局を対象としたスティーブン・アーノルド・ミュージックの「Inergy」ニュース音楽パッケージを使用しているが、KHON-TVは、伝統的なハワイ音楽を備えたカスタムバージョンを使用している。

### 著名な現在のスタッフ
- ジョー・ムーア (テレビジャーナリスト)（英語版） - アンカー

### 著名な元スタッフ
- エミリー・チャン (ジャーナリスト)（英語版） - リポーター、2003年10月〜2004年9月
- ボブ・ホーグ（英語版） - スポーツディレクター
- レス・キーター（英語版） - スポーツディレクター（1971年〜1993年、2009年4月14日に89歳で死去）
- バーバラ・マーシャル（英語版） - 『アクション・ライン（Action Line）』リポーター・アンカー（ホノルル市議会（英語版）議員でもあり、2009年2月22日に64歳で死去）
- ティナ・シェルトン（英語版） - リポーター（現在、ハワイ大学マノア校ジョン・A・バーンズ医学部広報部長）

## 海外での姉妹放送局
- 広島テレビ（ 日本・広島県、日本テレビ系列）